# أنابيل مور
أنابيل مور (ولدت أنابيلا ويتفورد; 6 يوليو 1878 - 29 نوفمبر 1961) والمعروفة أيضًا باسم بيرليس أنابيل ، هي راقصة وممثلة أمريكية ظهرت في العديد من الأفلام الصامتة المبكرة، كانت فتاة جيبسون في فيلم زيجفيلد فوليس عام 1907.